# Denmark Shire
Koordinaten: 34° 57′ S, 117° 21′ O

Das Shire of Denmark ist ein lokales Verwaltungsgebiet (LGA) im australischen Bundesstaat Western Australia. Das Gebiet ist 1860 km² groß und hat etwa 5800 Einwohner (2016).
Denmark liegt an der australischen Südwestküste etwa 350 Kilometer südöstlich der Hauptstadt Perth. Der Sitz des Shire Councils befindet sich in der Ortschaft Denmark, wo etwa 2500 Einwohner leben (2016).

## Verwaltung
Der Denmark Council hat neun Mitglieder, die von den Bewohnern der drei Wards (je vier aus dem Town, Scotsdale/Shadforth und Kent/Nornalup Ward) gewählt. Aus dem Kreis der Councillor rekrutiert sich auch der Ratsvorsitzende und President des Shires.